# Elisabeth Maragall
Elisabeth Maragall Vergé (nacida el 25 de noviembre de 1970 en Barcelona, Cataluña) es una exjugadora de hockey sobre hierba española. Fue campeona olímpica en los juegos olímpicos de Barcelona 1992, siendo la autora del gol decisivo en la final. Es bisnieta del poeta Joan Maragall y sobrina del político Pasqual Maragall. 